# Siete clásicos militares
Los siete clásicos militares (en chino tradicional, 武經七書; en chino simplificado, 武经七书; pinyin, Wǔjīngqīshū; Wade-Giles, Wu ching ch'i shu) fueron siete importantes textos militares de la antigua China, que incluía también El arte de la guerra de Sun Tzu. Los textos fueron canonizados bajo este nombre en el siglo XI, y desde la época de la dinastía Song, fueron incluidos en la mayoría de enciclopedias militares.  Para los oficiales imperiales, algunas o todas las obras fueron de lectura obligada para merecer la promoción, como el requisito de todos los burócratas de aprender y conocer la obra de Confucio. Hubo muchas antologías con diferentes notaciones y análisis de estudiosos a través de los siglos anteriores a las versiones actuales de la edición occidental.  El emperador Kangxi de la dinastía Qing comentó sobre los siete clásicos militares, declarando, «He leído los siete libros, entre ellos se encuentran algunos materiales que no son necesariamente correctos, (...) y hay cosas supersticiosas que pueden ser utilizadas por gente mala». Los miembros del Partido Comunista de China también estudiaron los textos durante la guerra civil china, así como muchas mentes militares europeas y americanas.
El emperador Shenzong (宋神宗), el sexto emperador de la dinastía Song, determinó que textos serían los que compondrían esta antología en 1080.

## Lista
De acuerdo a Ralph D. Sawyer y Mei-chün Sawyer, que crearon una de las últimas traducciones, los siete clásicos militares incluyen los siguientes textos:
- Seis enseñanzas secretas de Jiang Ziya
- Los métodos de Sima (también conocido como El arte de la guerra de Sima Rangju)
- El arte de la guerra de Sun Tzu
- Wuzi de Wu Qi
- Wei Liaozi
- Tres estrategias de Huang Shigong
- Preguntas y respuestas entre Tang Taizong y Li Weigong